# Kristina Liščević
Kristina Liščević, née le 20 octobre 1989 à Sombor, est une joueuse internationale serbe de handball, évoluant au poste de demi-centre.

## Carrière
Entre 2010 et 2012, Kristina Liščević évolue au club de ŽRK Metalurg Skopje, avec qui elle remporte deux titres de champions de Macédoine et dispute des matches dans les différentes coupes d'Europe.
En janvier 2012, elle signe un contrat de six mois, avec une année supplémentaire en option, avec le Metz-Handball, en tant que joker médical à la suite de la blessure d'Allison Pineau, blessée au genou lors du championnat du monde 2011.
Elle prolonge finalement son contrat et est élue meilleure joueuse et meilleure demi-centre du championnat de France en 2013.
En décembre 2013, elle atteint la finale du championnat du monde de handball avec la Serbie, perdue face au Brésil.
Après deux saisons et demie à Metz, marquées par plusieurs titres, Kristina Liščević quitte le club à la fin de la saison 2014-2015 après une victoire en Coupe de France. Elle rejoint la Hongrie en signant avec le club de Váci NKSE.
En mars 2016, elle annonce s'engager avec le club de Siófok KC. À l'été 2016, après seulement quelques semaines, elle quitte déjà Siófok pour rejoindre le club russe d'Astrakhanochka, après le large remaniement de l’effectif au sein du club hongrois. À la surprise générale, quelques jours avant le démarrage de la saison 2016-2017, sept joueuses d'Astrakhanochka, dont Kristina Liščević rejoignent le Kouban Krasnodar du charismatique entraîneur Ievgueni Trefilov.

## Palmarès

### En club
compétitions internationales
- finaliste de la coupe EHF en 2013[10] (avec Metz Handball) et 2019 (avec Team Esbjerg)

compétitions nationales
- championne de Macédoine du Nord en 2011 et 2012 (avec ŽRK Metalurg Skopje)
- championne de France en 2013 et 2014[11] (avec Metz Handball)
- championne du Danemark en 2019 (avec Team Esbjerg)
- vainqueur de la coupe de France en 2013[12] et 2015[5] (avec Metz Handball)
- vainqueur de la coupe de la Ligue en 2014 (avec Metz Handball)
- vainqueur de la coupe du Danemark en 2018 (avec Team Esbjerg)

### En sélection
championnats du monde
- finaliste du championnat du monde 2013[13]

championnat d'Europe
- 4e du championnat d'Europe 2012[14]

### Récompenses individuelles
- meilleure espoir de la Ligue des champions en 2012[15],[16]
- meilleure joueuse et meilleure demi-centre du championnat de France en 2013[3]

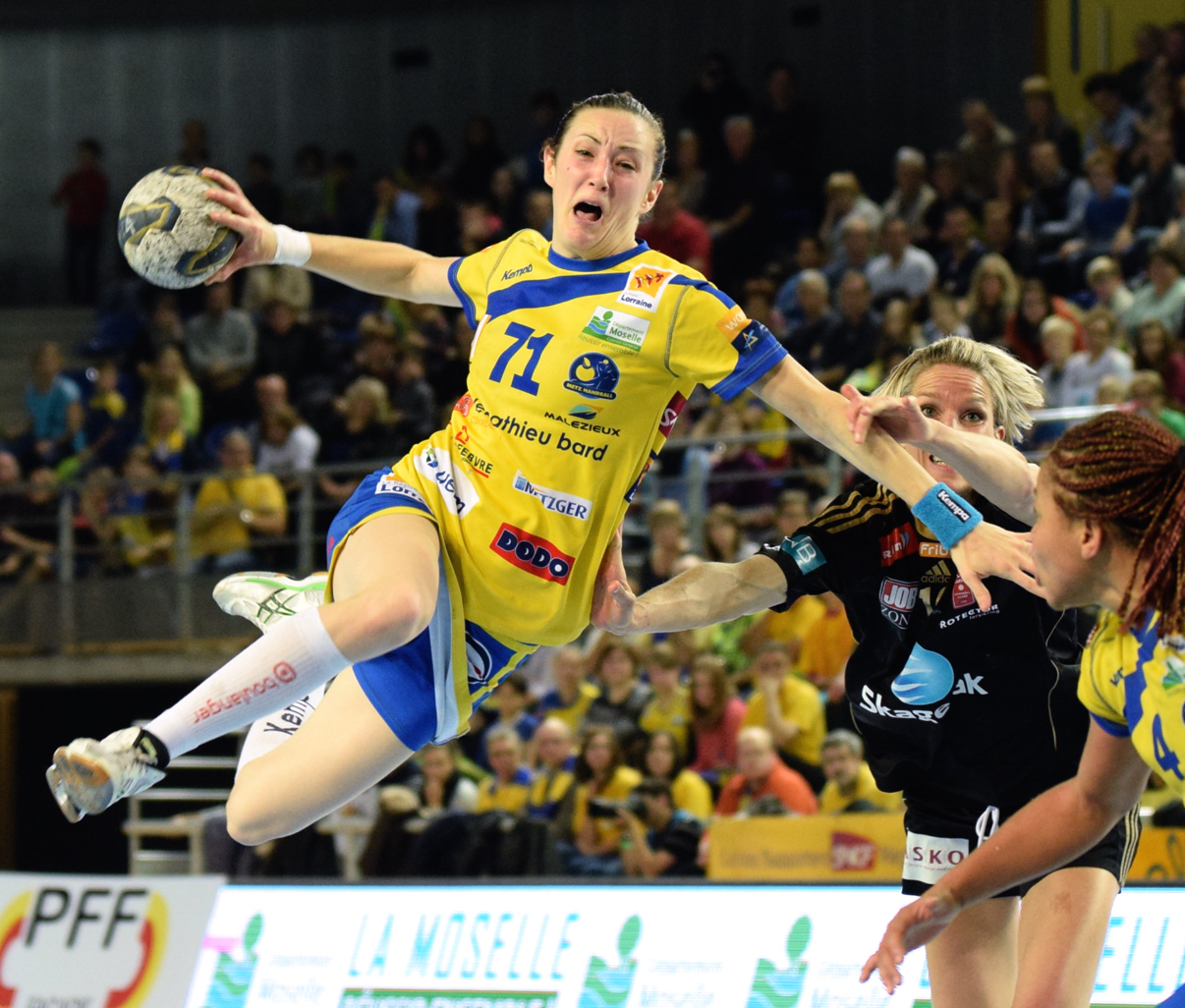
En 2014 avec le Metz Handball.

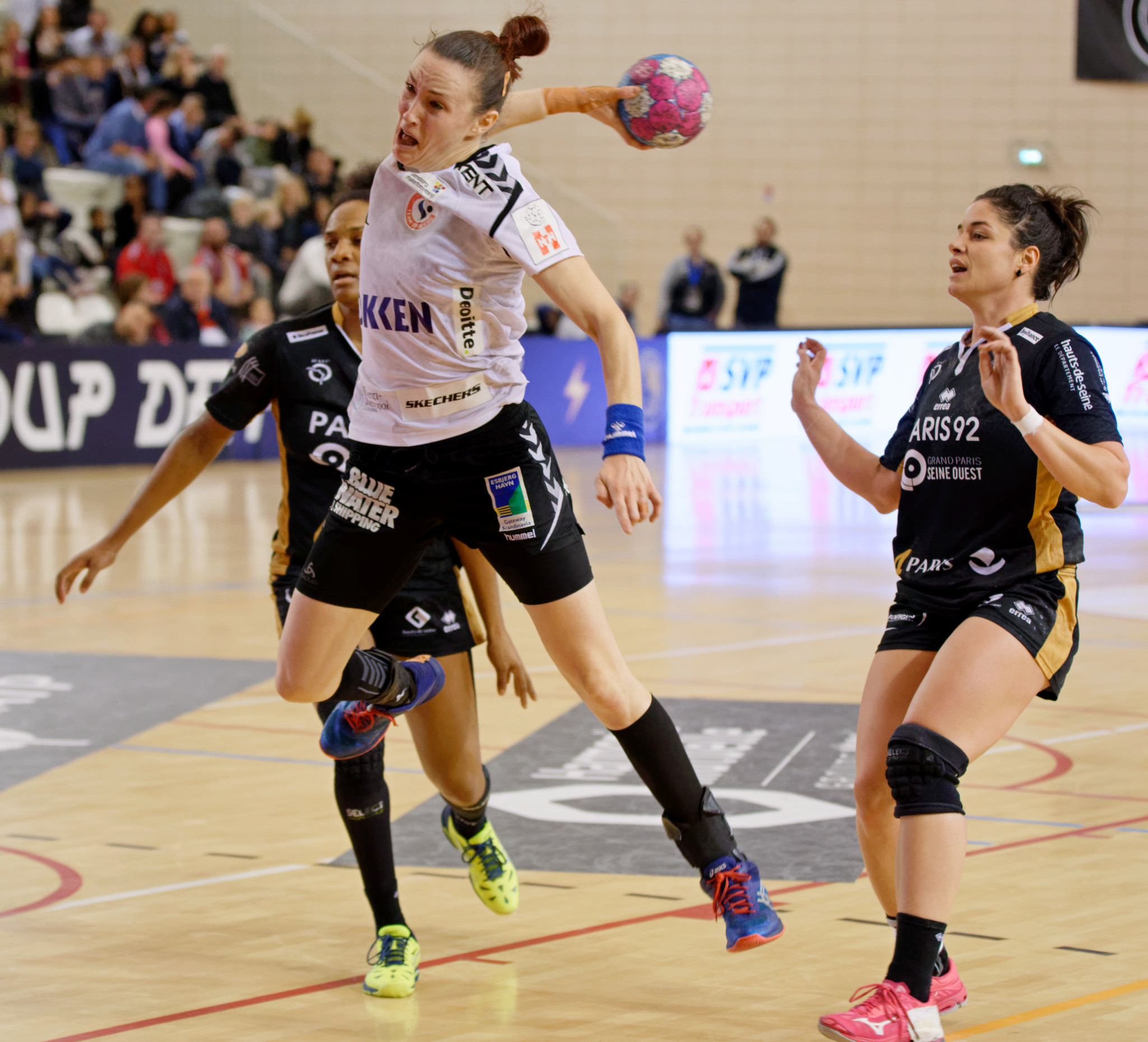
En 2018 avec le Team Esbjerg.